# Haemaphysalis hylobatis
Haemaphysalis hylobatis este o specie de căpușe din genul Haemaphysalis, familia Ixodidae, descrisă de Schulze în anul 1933. Conform Catalogue of Life specia Haemaphysalis hylobatis nu are subspecii cunoscute.